# 王华根
王华根（1954年1月—），男，浙江人，中华人民共和国外交官，曾任中华人民共和国驻泗水总领事。

## 生平
1974年，进入中华人民共和国外交部工作，先后在外交部礼宾司、驻丹麦大使馆、驻马来西亚大使馆、中英联合联络小组中方代表处任职，期间曾赴美国塔夫茨大学弗莱彻学院进修外交一年。1998年，任外交部礼宾司参赞。2001年，任驻南非大使馆参赞。2004年，任外交部国外工作局参赞。2005年，升任副局长。2009年5月，出任中华人民共和国驻泗水总领事。2014年3月，自驻泗水总领事离任。

## 家庭
已婚，有一女。